# Chiesa di San Martino Vescovo (Costa Vescovato)
La chiesa di San Martino Vescovo è la parrocchiale di Costa Vescovato, in provincia di Alessandria e diocesi di Tortona; fa parte del vicariato di Tortona.

## Storia
Originariamente la comunità di Costa era filiale della pieve di Montale Celli, dalla quale fu resa autonoma nel XVI secolo; la chiesa di San Martino nel catalogo delle parrocchie stilato nel 1523 è elencata come dipendente dall'pieve di San Giovanni di Garbagna.
Nel 1803, in seguito alla soppressione della diocesi di Tortona, la parrocchia passò dapprima a quella di Alessandria e poi, nel 1805, a Casale Monferrato; tuttavia, nel 1817, in seguito allo ristabilimento della sede tortonese stabilito dall'accordo tra papa Pio VII e il re di Sardegna Vittorio Emanuele I, venne ripristinata la situazione d'origine.
Antecedentemente al 1870 il campanile venne interessato da un restauro e intorno al 1920 la chiesa fu oggetto di un ampio intervento di rimaneggiamento, in occasione del quale si procedette anche alla sopraelevazione della torre, alla costruzione della nuova sagrestia, alla risistemazione del presbiterio e alla ristrutturazione della facciata.
Sempre nella prima metà del Novecento l'interno della chiesa venne abbellito con la realizzazione degli affreschi ad opera di Clemente Salsa.
Nel 1978 si provvide ad eseguire l'adeguamento liturgico secondo le usanze postconciliari mediante la rimozione della balaustra del presbiterio e all'aggiunta dell'altare rivolto verso l'assemblea e del leggio.
Tra il 2014 e il 2015 la parrocchiale e il campanile furono al centro di una campagna di restauro.

## Descrizione

### Esterno
La facciata a salienti della chiesa, rivolta a occidente, si compone di tre corpi: quello centrale, suddiviso da una cornice marcapiano in due registri, presenta il portale maggiore, due nicchie e una finestra ed è scandito da quattro lesene sorreggenti il frontone triangolare, mentre le due ali laterali sono caratterizzate dagli ingressi secondari, di cui uno è però murato, e coronate da semitimpani.
Annesso alla parrocchiale è il campanile a base quadrata, la cui cella presenta su ogni lato una monofora a tutto sesto ed è coronata dalla cupoletta poggiante sul tamburo.

### Interno
L'interno dell'edificio si compone di tre navate, separate da pilastri sorreggenti degli archi a tutto sesto, sopra i quali corre la cornice modanata e aggettante su cui si impostano le volte di copertura; al termine dell'aula si sviluppa il presbiterio, rialzato di alcuni gradini, ospitante l'altare maggiore e chiuso dall'abside di forma semicircolare.